# Свети Георги (Суходол)
„Свети великомъченик Георги Победоносец“ е православна църква в квартала на град София „Суходол“. Тя е построена през 1958 година върху основите на по-стар храм.
До 1957 година църквата е била част от храма „Свети Николай Мирликийски Чудотворец“, който се намира в квартал „Горна баня“. Дотогава в църквата идва свещеник само по повод. След 1958 година в църквата свещеник на служба. От 1900 година в църквата се води архив за кръщенета, сватби и погребения.